# Prorogation (Liechtenstein)
Als Prorogation (prorogatio fori) wird im liechtensteinischen Zivilprozessrecht die Vereinbarung der Parteien eines Rechtsstreits über den anzuwendenden Gerichtsstand bezeichnet.
Parteien können sich gemäß § 53 liechtensteinische Jurisdiktionsnorm (JN) dem an sich unzuständigen liechtensteinischen Landgericht durch ausdrückliche formfreie Vereinbarung recht einfach unterwerfen (§ 53 Abs. 1 JN).
"Die Vereinbarung hat nur dann rechtliche Wirkung, wenn sie sich auf einen bestimmten Rechtsstreit oder auf die aus einem bestimmten Rechtsverhältnisse entspringenden Rechtsstreitigkeiten bezieht. Jedoch können Angelegenheiten, welche dem Wirkungskreise der Gerichte überhaupt entzogen sind, durch solche Vereinbarung nicht vor Gericht gebracht werden" (§ 53 Abs. 2 JN).
"Das an sich unzuständige Landgericht wird insoweit, als dasselbe durch Übereinkommen der Parteien zuständig gemacht werden kann, auch dadurch zuständig, dass der Beklagte, ohne rechtzeitig die Einwendung der Unzuständigkeit erhoben zu haben, in der Hauptsache mündlich verhandelt" (§ 53 Abs. 3 JN).

## Sonderregelung für juristische Personen
Gemäß Art 114 PGR sind grundsätzlich für Verbandspersonen, "vorbehältlich besonderer gesetzlicher Bestimmungen, die Gerichte und Verwaltungsbehörden am Orte ihres Sitzes zuständig" (Art 114 Abs. 1 PGR).
Für Streitigkeiten
- zwischen einer Verbandsperson und ihren Mitgliedern aus der Mitgliedschaft, sowie
- für Ansprüche der Gläubiger aus der Verantwortlichkeit oder wegen Auflösung,
- Ausländische Verbandspersonen, welche im Inland eine Zweigniederlassung besitzen,
- oder dergleichen

"gilt von Gesetzes wegen, sofern nicht eine Ausnahme gesetzlich vorgesehen ist, wie beispielsweise bei Verbandspersonen gemäss ausländischem Rechte, der Gerichtsstand am Orte des Sitzes der Verbandsperson, selbst wenn die Statuten im übrigen ein Schiedsgericht vorsehen" (Art 114 Abs. 2 und 3 PGR. Somit für liechtensteinische Verbandspersonen immer das Landgericht).
"Für Klagen aus Verantwortlichkeit ist der liechtensteinische Richter in allen Fällen zuständig, wenn es sich um eine liechtensteinische Verbandsperson oder Zweigniederlassung handelt oder wenn der Beklagte einen Wohnsitz bzw. Sitz im Inland hat" (Art 114 Abs. 4 PGR).